# Wendi Deng Murdoch
Wendi Deng Murdoch (Jinan, 5 dicembre 1968) è un'imprenditrice cinese e statunitense, moglie del magnate dei media Rupert Murdoch tra il 1999 e il 2013.

## Biografia

### Primi anni di vita
Wendi Deng Murdoch è nata a Jinan, nello Shandong, ed è cresciuta a Xuzhou, nel Jiangsu. Il suo nome di nascita era Deng Wenge (鄧文革T, 邓文革S, Dèng WéngéP), Wenge che significa "rivoluzione culturale". L'ha cambiato nell'adolescenza. Ha frequentato la Prima Scuola Secondaria di Xuzhou (a.k.a Scuola media n.1 di Xuzhou). Ha sviluppato un interesse nel giocare a pallavolo. Mentre era al liceo, suo padre si trasferì a Guangzhou, dove lavorò alle Opere di Macchinari Popolari; lei e la sua famiglia rimasero a Xuzhou finché non raggiunsero il padre qualche anno dopo. Nel 1985, all'età di 16 anni, si iscrisse al Guangzhou Medical College.
Nel 1987 incontra un uomo d'affari americano e sua moglie, Jake e Joyce Cherry, che si sono temporaneamente trasferiti in Cina e hanno contribuito alla costruzione di una fabbrica di frigoriferi. Ha imparato l'inglese da Joyce. Nel 1988 abbandonò gli studi di medicina e si recò negli Stati Uniti con un permesso di studio, con Jake e Joyce Cherry che sponsorizzavano il visto per studenti e offrivano riparo (Jake divenne in seguito il primo marito di Deng). Si iscrisse alla Università statale della California (Northridge), dove studiò economia e fu tra gli studenti con il punteggio più alto. Ha conseguito un bachelor's degree in economia presso l'Università della California (Northridge) e un MBA presso la Yale School of Management.

### Matrimonio con Rupert Murdoch e figli

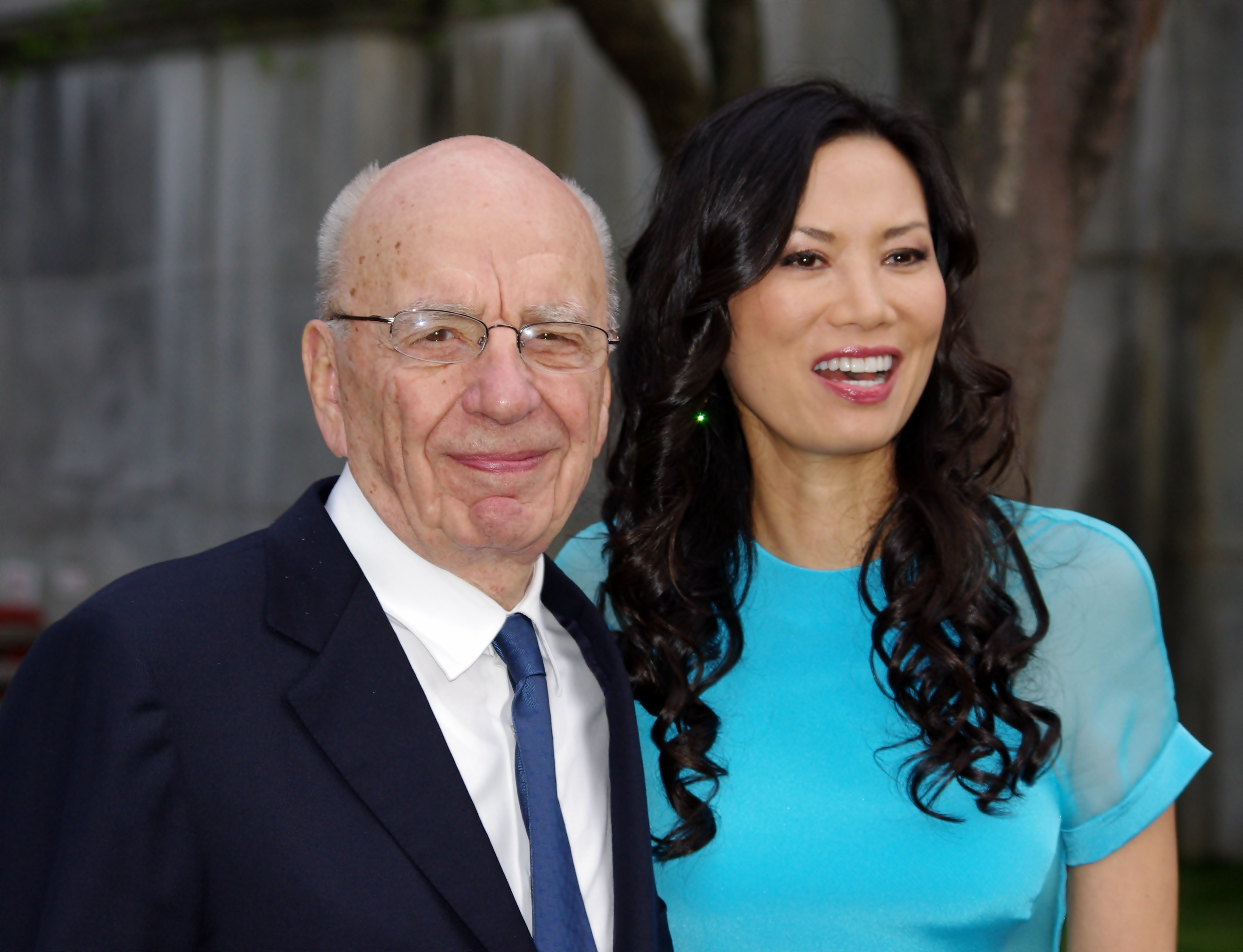
Wendi Deng insieme al marito Rupert Murdoch nel 2011

Mentre è una tirocinante alla Star TV, Wendi Deng incontra Rupert Murdoch durante l'inaugurazione della nuova sede di questa televisione di Hong Kong alla destinazione pubblica cinese e di cui è proprietario. Lei lo provoca dicendo: "Perché la tua strategia cinese è così brutta?". Sedotto, il magnate non ci mette molto a entrare in una relazione con lei. Ha 65 anni e vive da circa 30 anni con la sua seconda moglie Anna, con la quale ha tre figli; mentre Wendi Deng ha 28 anni. Rupert Murdoch divorzia il 25 giugno 1999 e sposa 17 giorni dopo Wendi Deng sullo yacht Morning Glory, ancorato nel porto di New York.
Due anni dopo, la Deng dà alla luce una figlia, Grace, mentre due anni dopo è la volta di Chloe, un'altra figlia. Nel corso del procedimento di divorzio, Anna non reclama la metà del patrimonio del marito, che poteva, ma 100 milioni di dollari, ottenendo però per i loro tre figli (Lachlan, James e Elisabeth), così come per Prudence, nata dal suo primo matrimonio, il titolo di unici eredi del suo impero mediatico. Wendi Murdoch è furiosa; anche le sue figlie Chloé e Grace sono designate eredi, ma non avranno mai il diritto di votare nel consiglio di amministrazione della compagnia. Cominciano quindi le voci sull'infedeltà di Wendi Murdoch, in particolare per quanto riguarda l'ex primo ministro britannico Tony Blair (le famiglie si conoscono, e quest'ultimo è anche il padrino di una delle loro figlie).
Il 12 giugno 2013 Rupert Murdoch ha chiesto il divorzio senza nemmeno dirlo a sua moglie. Quindici giorni dopo la formalizzazione di questa decisione, il magnate effettua un'operazione su larga scala separando il suo conglomerato in due entità, una dedicata alla stampa e un'altra al settore audiovisivo. Nei primi mesi del 2018 il Wall Street Journal ha pubblicato un articolo che suggerisce che Jared Kushner e Ivanka Trump, conoscenti stretti di Wendy Deng, erano stati avvertiti dall'intelligence degli Stati Uniti che Wendi Deng è sospettata di essere una spia al fine di "promuovere interessi del governo cinese".